# Firebaugh
Firebaugh – miasto w Stanach Zjednoczonych, w stanie Kalifornia, w hrabstwie Fresno. Według spisu ludności przeprowadzonego przez United States Census Bureau w roku 2010, w Firebaugh mieszka 7549 mieszkańców.